# إي. ك. ووكر
إي. ك. ووكر (بالإنجليزية: E. C. Walker)‏ هو سياسي أمريكي، ولد في 4 يوليو 1820 في بوتيرنوتس في الولايات المتحدة، وتوفي في 28 ديسمبر 1894 في ديترويت في الولايات المتحدة. حزبياً، نشط في الحزب الجمهوري. وقد انتخب عضو مجلس نواب ميشيغان ‏.